# Independent Television
Independent Television (generalment conegut per l'acrònim ITV) és una companyia de servei públic de televisió, fundada el 22 de setembre del 1955 amb seu a Londres. Opera diverses xarxes comercials de televisió al Regne Unit, essent establerta el 1955 com a competència de la BBC. ITV és la cadena de televisió comercial més antiga del Regne Unit, i la tercera a Europa per darrere de TMC Monte Carlo i RTL9. Des del 1990 el seu nom legal ha estat el de Channel 3, que si bé no ha estat utilitzat de forma comercial per ITV fou establert en la Llei de Radiodifusió del 1990 per a distingir-lo d'altres cadenes (BBC One, BBC Two i Channel 4).
ITV pertany de forma majoritària a TIV plc, companyia resultant de la fusió entre Granada plc i Carlton Communications el 2004, i que posseeix totes les llicències d'emissió a Anglaterra, Gal·les, la frontera angloescocesa i l'illa de Man. ITV plc utilitza la marca ITV1 per al servei de Channel 3 en aquelles àrees. A més, també està composta per STV (Escòcia) i UTV (Irlanda del Nord), que emeten els mateixos programes però posseeixen llurs pròpies marques en llurs respectives zones.
Els seus canals són ITV1, ITV2, ITV3 i ITV4, a més de CITV i Men & Motors.

## Organització
Al contrari d'altres cadenes de televisió al Regne Unit, ITV no pertany a una sola companyia. L'Ofcom atorga quinze llicències per a oferir serveis regionals de Channel 3 en diverses àrees del país. Existeix a més una franquícia nacional separada per a les emissions matinals entre les 6:00 i 9:25AM (GMTV), i dues franquícies a Londres sota el nom ITV London que legalment estan separades: una per a dies laborables i una altra per als caps de setmana. Els últims canvis realitzats en el sistema zonal de llicències daten del 1991, i des de llavors aquestes van sent renovades. A més de GMTV, l'altra franquícia nacional correspon al servei de teletext.
A més d'ITV plc, que posseeix la major part de les llicències, el nord i centre d'Escòcia reben servei de STV. A Irlanda del Nord el servei de televisió és ofert per UTV, mentre que a les Illes Anglonormandes compten amb Channel Television (sota el nom de ITV1).

## Servei públic
La garantia que el tercer canal estigui disponible en analògic i digital comporta una responsabilitat, en forma d'emissions de servei públic, que també es demana a la BBC, Channel 4 i Five. Tant ITV com GMTV han d'emetre notícies de servei, programació independent i europea, espais infantils i religiosos, així com garantir subtitulat i audiodescripció. A més, les estacions de Channel 3 han d'emetre espais electorals gratuïts dels partits polítics durant període d'eleccions, i retransmetre alguns actes polítics especials com els pressupostos.
Totes les companyies amb franquícia són membres d'ITV Network Limited. És l'organització que s'encarrega d'organitzar la programació de la cadena i els seus horaris. ITV plc, que posseeix onze de les quinze llicències, és la que domina aquest organisme. La major part de la programació és produïda per ITV Productions, i un mínim del 25% està realitzat per organitzacions independents. A tot això s'hi suma l'emissió d'uns informatius nacionals proporcionats per una companyia comuna (habitualment ITN).